# Epiplema rhacina
Epiplema rhacina är en fjärilsart som beskrevs av Swinhoe 1917. Epiplema rhacina ingår i släktet Epiplema och familjen Uraniidae. Inga underarter finns listade i Catalogue of Life.